# Blockers
Blockers és una pel·lícula dels Estats Units del 2018 de comèdia sexual dirigida per Kay Cannon i escrita per Brian Kehoe i Jim Kehoe. És protagonitzada per Leslie Mann, Ike Barinholtz i John Cena. S'ha subtitulat al català.

## Sinopsi
Lisa, Hunter i Mitchell descobreixen que les seves filles adolescents pretenen perdre la virginitat la nit de la seva graduació. Preocupats, tots tres s'alien per vigilar-les i evitar que mantinguin relacions sexuals, cosa que no serà fàcil.

## Repartiment
- Leslie Mann: Lisa Decker, la mare soltera de la Julie.
- Ike Barinholtz: Hunter Lockwood, el narcisista i absent pare de la Sam.
- John Cena: Mitchell Mannes
- Kathryn Newton: Julie Decker, la filla de la Lisa.
  - Amelia Oswald i Audrey Casson: Julie de 12 anys.
  - Anniston Almond: Julie de 5 anys.
  - Aubree McGuire: Julie jove.
- Geraldine Viswanathan: Kayla Mannes, la filla d'en Mitchell.
  - Anjal Jain i Madeline Erwin: Kayla de 12 anys.
  - Noor Anna Maher: Kayla de 5 anys.
- Gideon Adlon: Sam Lockwood, la filla d'en Hunter.
  - Hannah Goergen: Sam de 5 anys.
- Graham Phillips: Austin.
- Miles Robbins: Connor
- Jimmy Bellinger: Chad
- June Diane Raphael: Brenda
- Jake Picking: Kyler.
- Hannibal Buress: Frank
- Sarayu Blue: Marcie
- Gary Cole: Ron
- Colton Dunn: Rudy, un conductor de limusina.
- Gina Gershon: Cathy
- Ramona Young: Angelica
- T.C. Carter: Jayden.